# Anisopodus subarmatus
Anisopodus subarmatus là một loài bọ cánh cứng trong họ Cerambycidae.